# Zelenivka
Zelenivka (ukrainien : Зеленівка, russe : Зеленовка) est une commune urbaine de l'oblast de Kherson, en Ukraine. Elle compte 5 736 habitants en 2021.